# 学甲区

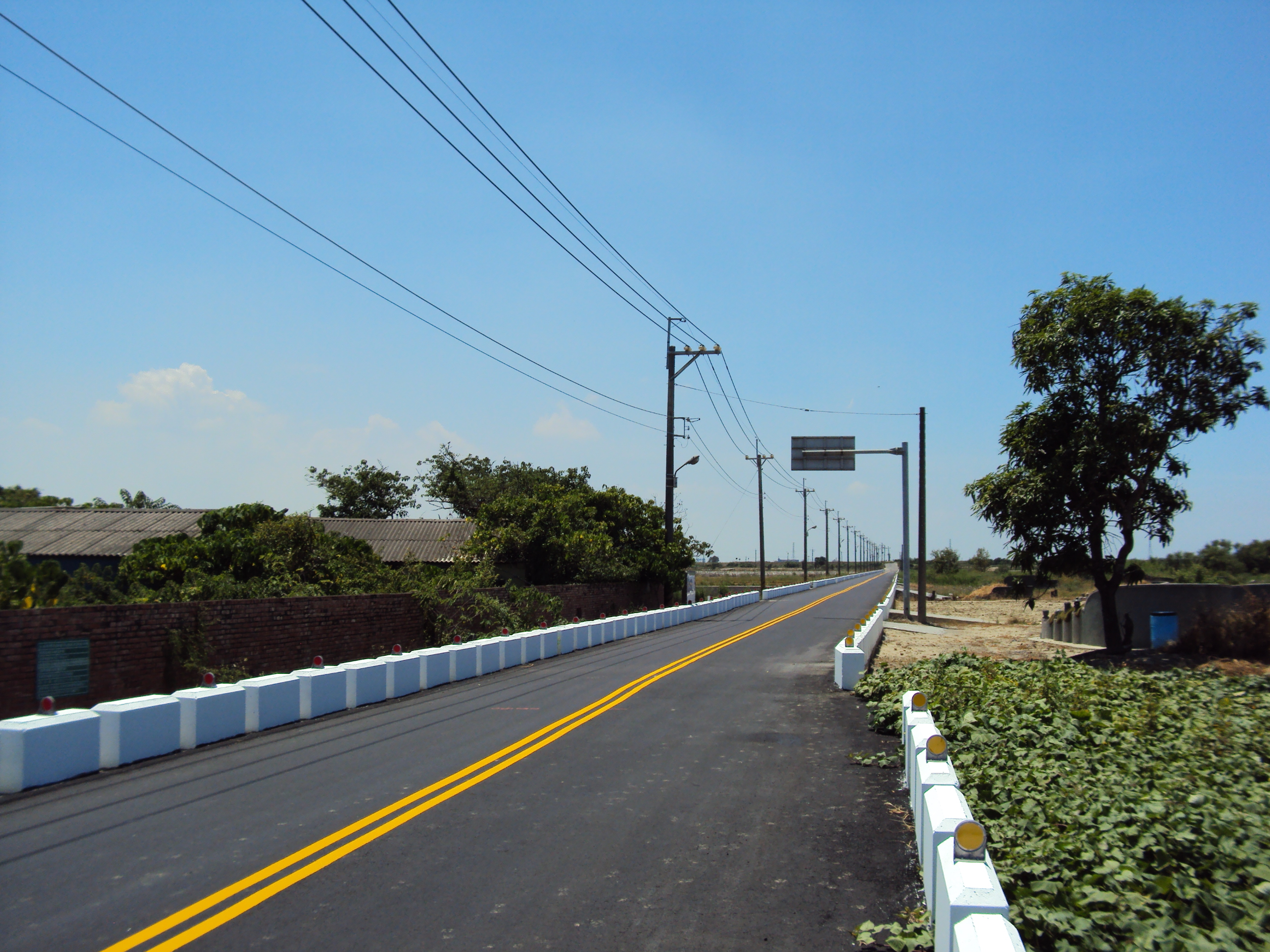
三慶里の南7線

学甲区（シュエジア/がっこう-く）は台南市の市轄区。

## 地理
学甲区は台南市の北西部に位置し、北は嘉義県義竹郷と、東は塩水区、下営区、麻豆区と、西は北門区と、西南は将軍区と、南は佳里区と接している。
区内は平原が広がり地勢は平坦である。沿岸地帯には八掌渓、急水渓、将軍渓の河川が流れ嘉南大圳の下流に位置するため大雨時の排水に問題があり、しばしば洪水被害が発生している。

## 歴史
学甲区は平埔族西拉雅族蕭壠社の支社「学甲社」の居住地であった。現在使用されている「後社」、「中社」、「下社仔」などの地名は当時存在した番社の名残を留めているものである。明末鄭成功の時代。福建省泉州同安県より入植者が開墾し、続いて漳州からの移民も増加し李、陳、謝、荘、郭、頼、呉、王などの姓を有す集団の集落が形成され「学甲十三堡」と称されるようになった。当時は天興県に帰属していたが、清代道光年間には「学甲堡」が設置され嘉義県の管轄となった。
日本統治時代、行政改革がしばしば実施され、1896年には台南県に帰属、同年4月には嘉義県へ、1901年に塩水港庁北門嶼支庁、1910年台南庁北門嶼支庁に改編され、1920年の台湾地方改制により学甲庄が設置され、台南州北門郡の管轄となった。台湾の中華民国への編入後は台南県学甲郷となり、1968年に学甲鎮に昇格している。2010年12月25日に台南県が台南市に編入されたことに伴って学甲区となり、現在に至る。

## 行政区
| 里 |
| --- |
| 秀昌里、明宜里、慈福里、仁得里、新達里、新栄里、大湾里、豊和里、中洲里、光華里、宅港里、平和里、三慶里 |

## 歴代区長
| 代 | 氏名 | 退任日 |
| -- | ---- | ------ |

## 教育

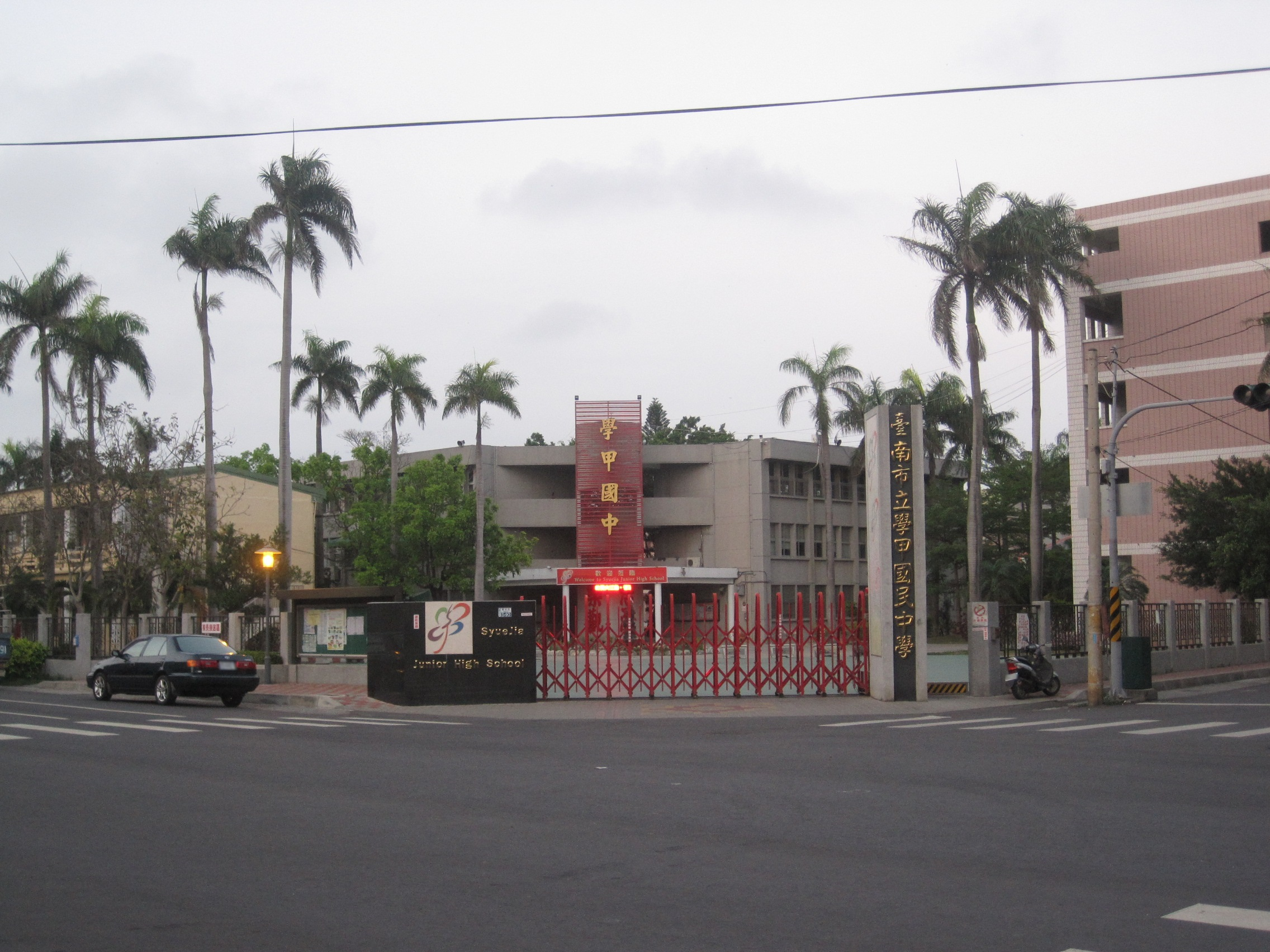
台南市立学甲国民中学

### 高級職校
- 私立天人高級工商職業学校

### 国民中学
- 台南市立学甲国民中学

### 国民小学
- 台南市学甲区学甲国民小学
- 台南市学甲区東陽国民小学
- 台南市学甲区中洲国民小学
- 台南市学甲区宅港国民小学
- 台南市学甲区頂洲国民小学

## 交通
| 種別 | 路線名称 | その他 |
| ---- | -------- | ------ |
| 省道 | 台19線   |        |

## 観光

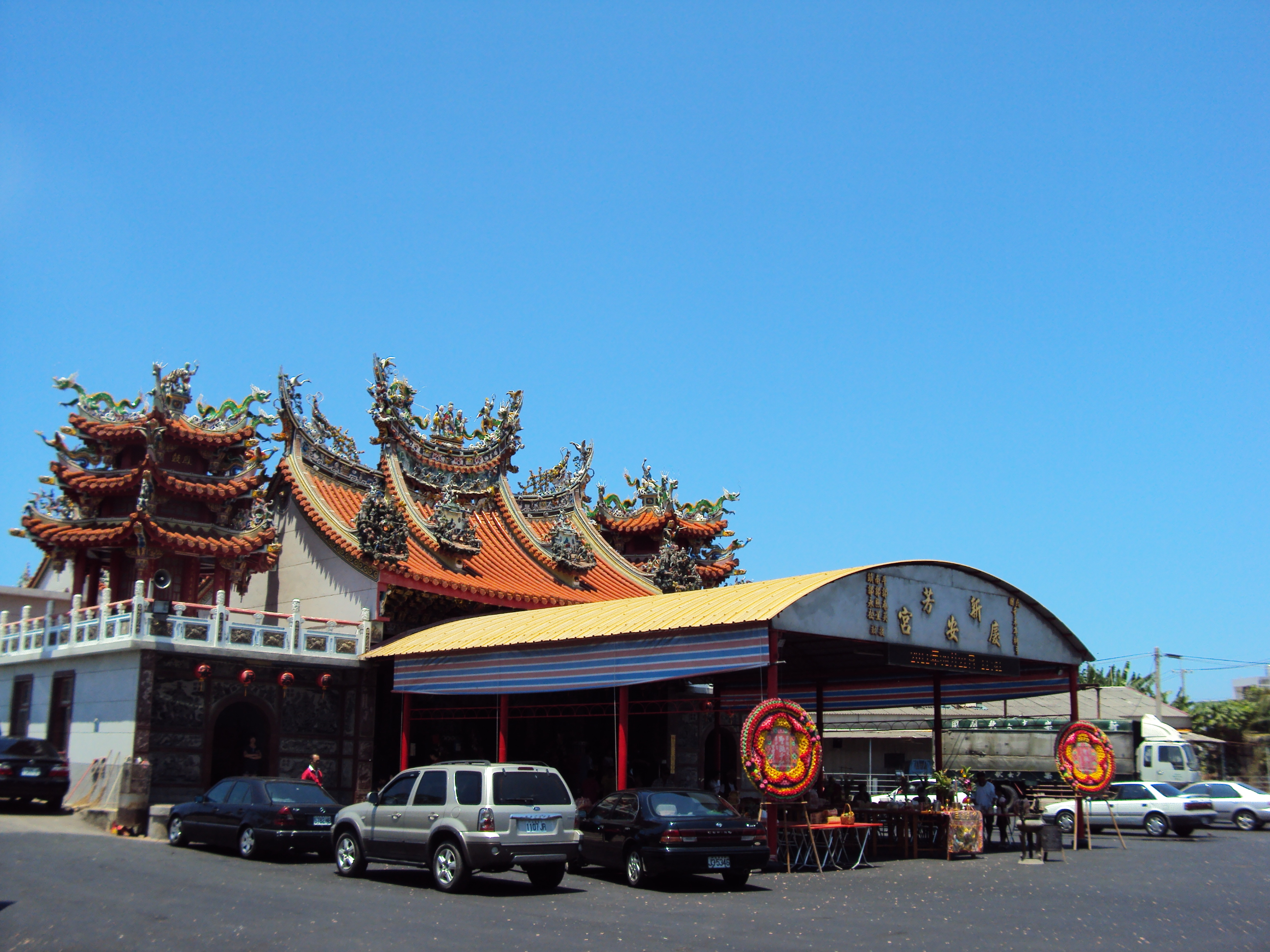
新芳慶安宮

- 学甲慈済宮
- 頭港鎮安宮（中国語版）
- 新芳慶安宮（中国語版）
- 学甲白礁亭（中国語版）
- 白礁宮
- 頑皮世界野生動物園
- 宅港橋のコムギ畑
- 学甲湿地